# Andrea Cozzolino
Andrea Cozzolino (Napoli, 3 agosto 1962) è un politico italiano, europarlamentare per il Partito Democratico dal 2009 al 2024.

## Biografia
Nato e cresciuto a Napoli, frequenta il liceo scientifico a Torre del Greco, dove prese il diploma di maturità. È sposato con Anna Normale, con la quale ha tre figli.

### Carriera politica

#### Gli inizi
Alla fine degli anni settanta, durante gli anni del liceo a Torre del Greco, è tra i fondatori dell'Associazione degli studenti napoletani contro la camorra. Entra nella Federazione Giovanile Comunista Italiana, l'organizzazione giovanile del Partito Comunista Italiano, e ne diventa segretario presso la Federazione di Napoli dal 1983 al 1986; successivamente diventa responsabile per il Mezzogiorno.
All’inizio degli anni ’90, partecipa da dirigente del PCI al processo che ha portato alla svolta della Bolognina di Achille Occhetto, e aderisce al Partito Democratico della Sinistra, e successivamente nel 1998 ai Democratici di Sinistra di Massimo D'Alema. Dal 1994 al 2000 è stato segretario della Federazione di Napoli del PDS prima e dei DS poi.

#### In Regione Campania
Si candida alle elezioni regionali in Campania del 2000 con i DS, nella mozione del sindaco di Napoli Antonio Bassolino, venendo eletto nel collegio di Napoli in Consiglio regionale della Campania. Viene poi rieletto alle elezioni regionali successive del 2005  nel medesimo collegio, dove successivamente viene nominato assessore con deleghe regionali all'Agricoltura e alle Attività Produttive nella giunta del presidente della Regione Campania Bassolino. Durante il suo assessorato in regione, partecipa in prima persona al processo di attuazione dei fondi europei sui territori e osserva il loro impatto sulla vita dei cittadini.
Alle primarie del 14 ottobre 2007, è eletto all'assemblea costituente nazionale del Partito Democratico, di cui è tuttora membro.

#### Elezione al Parlamento europeo

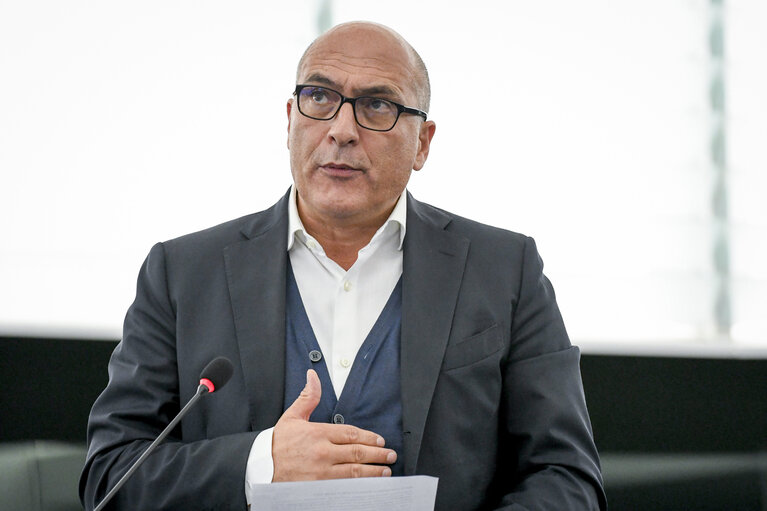
Andrea Cozzolino al Parlamento europeo

Alle elezioni europee del 2009 viene eletto al Parlamento Europeo per il PD nella circoscrizione Italia Meridionale, con 136.859 preferenze, risultando il più votato della lista. Di conseguenza lascia la carica di assessore regionale, dove verrà sostituito per l'agricoltura da Gianfranco Nappi e per le attività produttive da Riccardo Marone, ex braccio destro di Bassolino al comune di Napoli.
Candidatosi alle primarie del centro-sinistra per la scelta del candidato sindaco di Napoli, il 23 gennaio 2011 vince a sorpresa le primarie con il 37,3% delle preferenze (16.358), principalmente raccolte tra Secondigliano e Miano. Contro tale risultato viene presentato un ricorso ai garanti da parte degli altri contendenti (Umberto Ranieri, Libero Mancuso e Nicola Oddati). Le primarie vengono poi annullate, a seguito delle denunce di brogli e indagini della Direzione distrettuale antimafia per infiltrazioni camorristiche del clan Lo Russo, e come candidato sindaco viene scelto Mario Morcone (prefetto e commissario per Roma nel 2008), proposto dal commissario provinciale del PD Andrea Orlando.
Nel 2014 si ricandida alle elezioni europee con il PD nella circoscrizione meridionale. È eletto con 115 297 preferenze, risultando quinto del suo partito nella circoscrizione. Viene nominato vicepresidente della Commissione per lo sviluppo regionale.
Nel 2015 è il candidato della segreteria ufficiale alle primarie del centrosinistra per la designazione del candidato Presidente della Regione Campania. Cozzolino si attesta secondo posto col 44%, dietro al sindaco di Salerno Vincenzo De Luca, che col 52% si aggiudica la candidatura.
A luglio 2018 viene nominato relatore per il Parlamento Europeo sulla proposta di Regolamento sul Fondo di sviluppo regionale (Fesr) per il 2021-2027 e sul Fondo di coesione.
Alle elezioni europee del 2019 viene ancora rieletto in terza posizione con 81.328 preferenze. Entra a far parte della sottocommissione per i diritti umani e della delegazione del Parlamento per i rapporti con i paesi del Maghreb e l'Unione del Maghreb arabo.
Il 22 novembre, il Parlamento Europeo ha votato a favore del riconoscimento della Federazione Russa come stato che sostiene il terrorismo a seguito delle sue azioni nel corso della invasione russa dell'Ucraina; Cozzolino è stato uno dei quattro parlamentari italiani a votare contro la mozione.
Il 16 dicembre 2022 la Commissione Nazionale di Garanzia del PD delibera di "sospendere cautelativamente l’onorevole Andrea Cozzolino dall’Albo degli iscritti e degli elettori del partito, nonché da tutti gli organismi del partito di cui dovesse eventualmente essere parte. E ciò fino alla chiusura delle indagini in corso da parte della magistratura relative allo scandalo Qatargate.
Dopo l'annuncio del Capo Delegazione del PD al Parlamento europeo, Brando Benifei, del voto del partito a favore della revoca dell'immunità degli eurodeputati Andrea Cozzolino e Marc Tarabella, revoca chiesta dalla Procura europea belga e fortemente supportata dalla Presidente Roberta Metsola, Cozzolino dichiara la sua intenzione di rinunciarvi.
Il 12 gennaio 2023 Cozzolino si dimette dai propri incarichi in commissione e ritira i propri emendamenti e dopo che il parlamento il 2 febbraio seguente ha deliberato la revoca dell'immunità per lui e per Tarabella, ha dichiarato di aver votato a favore della revoca, coerentemente con quanto preannunciato.

## Vicende giudiziarie
In seguito al suo coinvolgimento nello scandalo della corruzione del Qatar al Parlamento europeo
- in conseguenza di un mandato di cattura internazionale emesso dalla procura federale belga - il 10 febbraio 2023 è stato arrestato e tradotto nel carcere di Poggioreale dal Gruppo d'investigazione sulla criminalità organizzata della Guardia di Finanza. Secondo le accuse, Cozzolino - a lungo presidente della delegazione per i rapporti con i paesi del Maghreb e le commissioni parlamentari miste Ue-Marocco dell'eurocamera - avrebbe ricevuto  soldi e regali dall'ambasciatore del Marocco in Polonia in cambio di una politica favorevole a quei Paesi nel Parlamento europeo.
Il nome di Andrea Cozzolino era emerso quando il suo assistente, Francesco Giorgi - compagno di Eva Kaili - era stato arrestato nell’ambito della stessa inchiesta. In una nota stampa diramata dopo l'arresto del suo assistente Francesco Giorgi nel dicembre 2022, Cozzolino aveva dichiarato di essere “profondamente indignato per le vicende giudiziarie [...] che minano fortemente la credibilità delle Istituzioni europee” e di essere "[...] del tutto estraneo alle indagini". Dopo aver trascorso quattro mesi ai domiciliari, il 15 giugno la Corte d'Appello di Napoli revoca gli arresti. Quattro giorni dopo viene posto in stato di fermo appena arrivato a Bruxelles per essere interrogato e due giorni più tardi viene rilasciato.